# 阿爾卡艾區
阿爾卡艾區，是海地的區，位於該國西部，由西部省負責管轄，面積611.1平方公里，海拔高度1,020米，2015年該區人口198,551，人口密度每平方公里324.9人。